# Harmandir Sahib

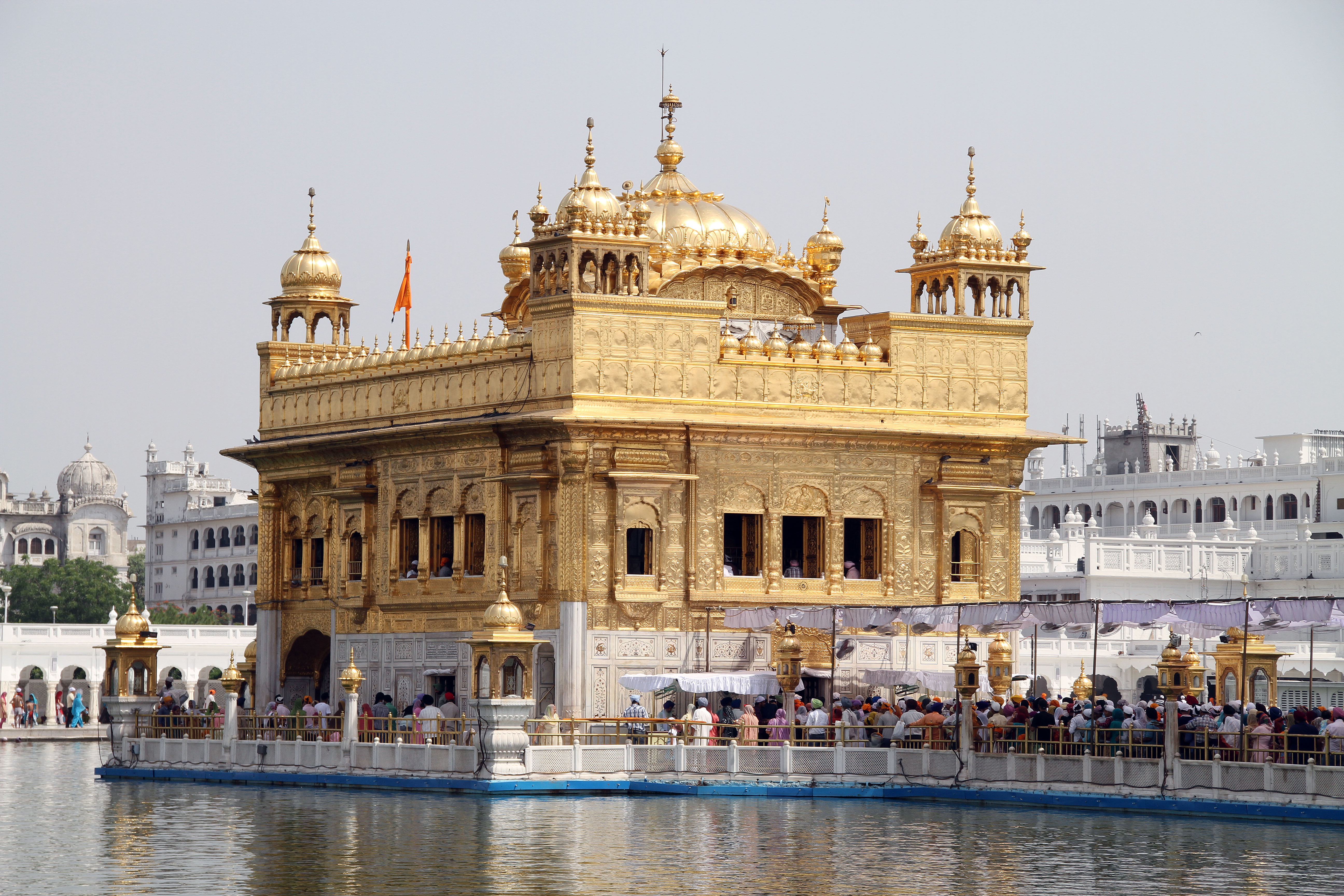
Der Goldene Tempel (Harmandir Sahib)

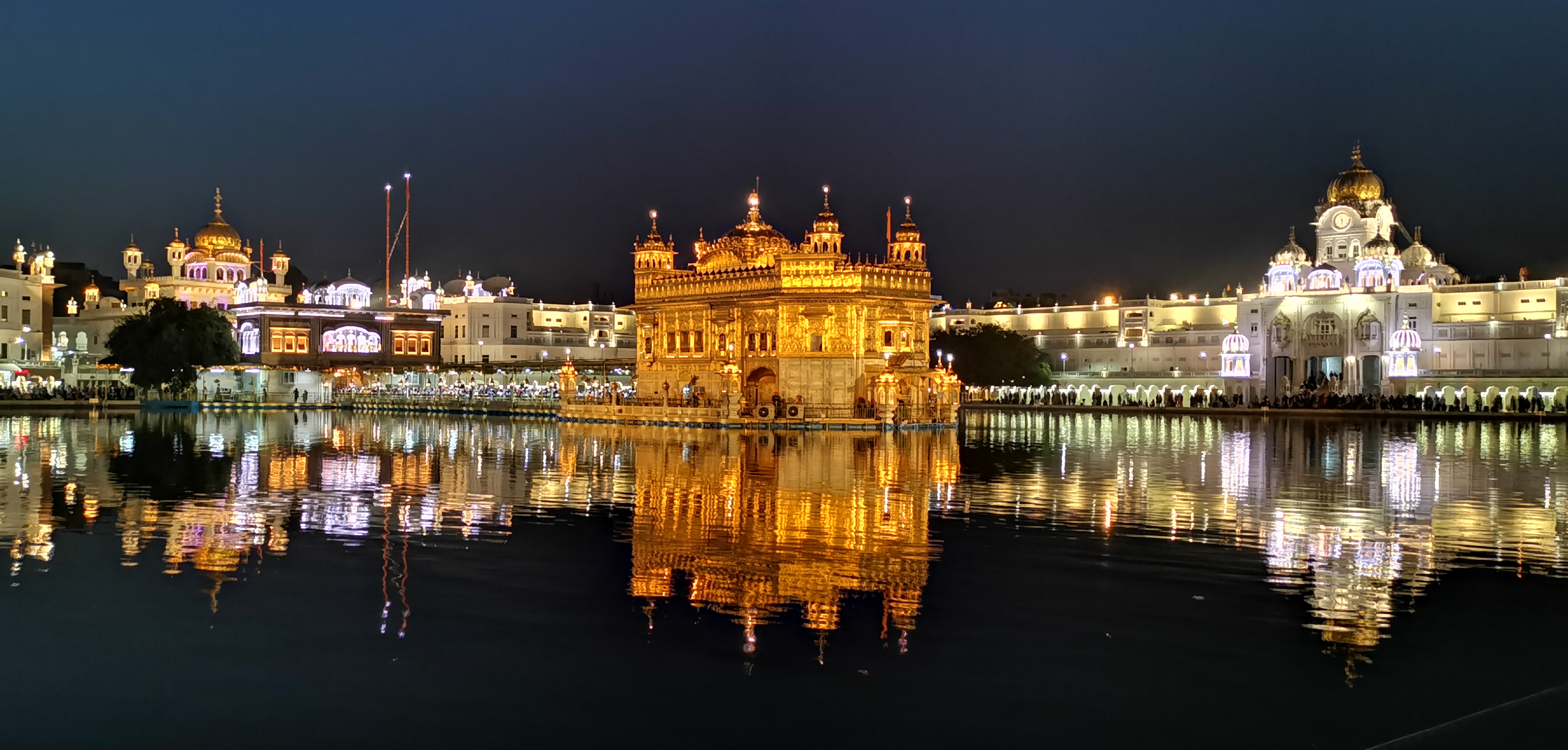
Harmandir Sahib bei Nacht

Der Harmandir Sahib, im Deutschen oft Goldener Tempel genannt (richtig: Hari Mandir, Panjabi ਹਰਿਮੰਦਰ ਸਾਹਿਬ; Gottestempel), ist das höchste Heiligtum der Sikhs in Amritsar im indischen Bundesstaat Punjab. Erbaut wurde er vom fünften Guru der Sikhs, Arjan Dev, im 16. Jahrhundert und erfuhr weiteren Ausbau (eine goldene Kuppel) unter Ranjit Singh im 19. Jahrhundert.

## Tempelanlage
Der Tempel ist mit Blattgold belegt und liegt auf einer Insel in einem künstlich angelegten See, dem Amrit Sarovar (von Sanskrit amrit, „Nektar“; sarovar, „Teich“, „See“). Umgeben ist der Tempel von einer Palastanlage. Diese hat je ein Tor auf allen vier Seiten, was die Offenheit der Sikhs gegenüber allen Menschen und Religionen symbolisieren soll. Im Tempel selbst werden während der Tageszeit Verse aus dem heiligen Buch Guru Granth Sahib rezitiert. Diese Gesänge werden musikalisch untermalt und sind über Lautsprecher in der ganzen Tempelanlage zu hören. Der Tempel ist immer geöffnet und wird täglich von tausenden Pilgern, darunter nicht nur Sikhs, besucht. Nachts ist es den Pilgern für maximal drei Tage gestattet, unter den Arkaden und in angrenzenden Räumen zu schlafen. In einem benachbarten Gebäude wird für diese Zeitspanne auch einfaches Essen angeboten. Dem Glauben der Sikhs zufolge kann, wer im heiligen Wasser badet oder davon trinkt, sein persönliches Karma verbessern. Die Anlage ist sehr gepflegt und wird täglich aufgewischt, im Tempelinneren sogar mit Milch.
Im ersten Stock über dem Haupteingang zeigt ein Museum die Leidensgeschichte der Sikhs unter den Hindus und Muslimen seit dem 17. Jahrhundert. Neben Waffen werden auch Gemälde der wichtigsten Sikhmärtyrer und -gurus gezeigt. Besonderer Wert bei der Auswahl der Bilder wurde offensichtlich auf die Darstellung der verschiedenen Folterarten vergangener Zeiten und das damit verbundene Leiden der Sikhs gelegt.

## Geschichte
Der Goldene Tempel wurde vom fünften Guru der Sikhs, Guru Arjun Dev, im 16. Jahrhundert erbaut. In den Kriegen mit Ahmad Schah Durrani wurde der Tempel beschädigt und in den 1760er Jahren wiederhergestellt. Der Tempel erfuhr im frühen 19. Jahrhundert einen weiteren Ausbau, u. a. eine goldene Kuppel, unter dem Maharadscha des Punjab, Ranjit Singh. In die Schlagzeilen kam der Tempel im Jahr 1984 durch die Ausrufung des Staates Khalistan durch radikale Sikhs und der Erstürmung des Tempels durch Soldaten der indischen Armee in der Operation Blue Star. Als Reaktion auf die Erstürmung des Heiligtums, bei welcher der Sikh-Anführer Jarnail Singh Bhindranwale ums Leben kam, wurde die indische Ministerpräsidentin Indira Gandhi von ihren Sikh-Leibwächtern ermordet. Weitere Operationen gegen Sikh-Extremisten im Tempel erfolgten im April 1986 (Operation Black Thunder) und im Mai 1988 (Operation Black Thunder II).